# ۱۹۵ (عدد)
۱۹۵(صد و نود و پنج) یک عدد طبیعی است که بعد از ۱۹۴ و قبل از ۱۹۶ قرار دارد.